# 馬來西亞—越南關係
馬來西亞－越南關係。兩國交往的歷史最早可以追溯到15世紀，而當代的馬來西亞政府則在1973年3月30日與當代的越南政府建交，截至2025年仍未中斷。1970年代末期以來柬越戰爭和越南船民湧入馬來西亞的問題曾引致兩國關係緊張，不過這些問題已在1980年代解決，自此兩國之間的經貿往來漸趨頻繁，貿易額增長強勁。兩國還開始在資訊科技、教育、國防等領域進行合作。
越南和馬來西亞之間有一條海上邊界，橫跨泰國灣、南中國海；雙方卻在南沙群島提出重疊的主權聲張。兩國已在對方的首都設立大使館——越南在吉隆坡設立大使館，馬來西亞則在河內市設立大使館，並於胡志明市設領。史書記載，自18世紀以來，就有一小群越南人到訪現今屬於馬來西亞的屬邦／蘇丹國。2000年後到馬來西亞定居的越南人人數眾多，其中包括客工、郵購新娘和學生，總數約為10萬人；越南也成為少數馬來西亞人的落腳點，這群人當中以商人居多，主要分布在河內市和胡志明市。

## 歷史

### 早期的接觸（15世紀－18世紀）
文獻記載，當今馬來西亞所屬的地區與越南的正式來往可以追溯到1469年（成化五年），當年滿剌加（今譯馬六甲）的使節向明廷納貢，卻在回國途中被安南後黎朝的官兵擄走，結果大部分使節遇害，年輕的則被閹割，淪為奴役。1481年（成化十七年）滿剌加再次遣使入貢，向明憲宗表明後黎朝企圖吞併滿剌加，明憲宗則要求滿剌加使節整備軍隊，準備防禦後黎朝的進攻。毛奇齡《蠻司合誌》的記載還指出，滿剌加曾經派兵前往老撾，擊退入侵的後黎朝官兵。另外，《馬來紀年》記載，1471年後黎朝進攻占城，占城王子斯雅·因德拉·貝爾曼率領某些部下逃到滿剌加，建立一個規模較小的占城人社區；後來占城人曾於1594年向柔佛派兵，抵抗葡萄牙人的侵略。17世紀中葉，占城的藩屬國賓童龍與吉蘭丹關係密切，當時賓童龍派遣使節常駐吉蘭丹，學習馬來文化和伊斯蘭教知識。占城王波羅美（Po Rome）駕崩後，吉蘭丹的馬來穆斯林也在17、18世紀派遣使節前往占城，得到歷代占城王的接見，接見首批吉蘭丹使節的占城王是婆爭（Po Saut）。

### 英、法殖民時期（18世紀－20世紀中期）
18世紀末英國人促成檳城開埠，不久之後就有越南帆船接受順化朝廷的指示，到訪檳城一帶，在這裏進行貿易。文獻記載，曾經有一艘運載甘蔗的阮朝商船在1790年代末期從順化朝廷治下的越南出發，途經檳城，以印度為目的地。阮朝的士兵會把檳城稱為「檳榔嶼」（漢越詞），1810年的皇室文獻則把檳城稱為「劬勞槁」，意義與「檳榔嶼」相同。從1840年代起，包括思想家張永記在內的越南天主教徒便開始前往檳城，修讀神學。當時來自南圻的華人會航行到西南方的登嘉樓蘇丹國，售賣家禽和稻米，有的甚至會留下來，融入當地的華人社會。
胡志明曾經在1920年末、1930年代初協助馬來亞的共產主義者成立南洋共產黨（後來的馬來亞共產黨，即馬共），在這件事上發揮了關鍵的作用。他到過馬來亞幾次，曾經在1930年4月到柔佛巫羅加什主持馬來亞共產黨的成立典禮。同樣來自越南的萊特曾經在1934年至1938年期間獲選為馬共總書記，由此也可以看出胡志明對馬來亞共產黨的影響。 萊特在1940年代末期失蹤，不過馬共和越南共產主義者的聯絡和合作關係並沒有因而中斷——當時馬共一度以海運的方式，協助越南獨立同盟會（越盟）接收輕武器。在第二次世界大战期間，越盟以及馬共籌建的馬來亞人民抗日軍都反對日軍入侵法屬印度支那和馬來亞。1954年越盟在奠邊府戰役獲勝，之後兩地共產黨幹部之間的聯繫就變得更加密切。越盟曾經在1950年代至1960年代期間向馬共提供小規模的物資援助、技術支援，還為馬共黨員提供培訓。

### 近代的官方交往（1959年－1975年）
前越南共和國（南越）政府在1957年馬來亞聯合邦獨立後予以承認，兩國之間的關係也在此時展開。此後馬來西亞便開始援助南越政府，協助它們與越共游擊隊、北越軍作戰。馬來亞首相東姑阿都拉曼在1958年首次訪問南越，南越總統吳廷琰也先後在1958年1月和1961年10月回訪馬來亞。馬來亞在1963年與位於婆羅洲的沙巴、砂拉越合組馬來西亞，這時吉隆坡政府擔心，按照骨牌理論，越南民主共和國（北越）共產主義者的影響可能對馬來西亞的存亡構成威脅，而且馬來西亞也經歷過共黨叛亂，所以他們改變立場，大力支持美國介入越南戰爭。東姑拉曼在1966年12月表達這些憂慮，並呼籲美、英兩國為越南的戰事提供更多的後勤支援。馬來西亞曾為南越官員開設訓練班，教授公共行政技能、游擊戰戰術；並向南越提供電單車，旨在增加南越警隊的實力，以及南越軍後勤補給的能力。馬來西亞在1975年越戰臨近尾聲之際分兩階段停止駐南越使館的運作：首先在4月12日撤走使館人員，然後在16天後（西貢易幟前兩天）正式閉館。1975年5月越南南方共和國臨時革命政府接管南越，馬來西亞隨即予以承認，並表示大馬不會偏向任何一種政治思想和社會體制。
北越在1973年簽署巴黎和平協約，隨後在當年3月31日與馬來西亞建立大使級外交關係。兩國在1975年議妥互派大使的安排，並於翌年互設大使館——馬來西亞駐越大使館在1976年開館，越南駐馬來西亞大使館則在同年5月29日開館。馬來西亞在1970年代中、後期向越南施壓，希望對方接受和平自由中立區的構想，不過越南認為這是一項反共圍堵政策，令兩國關係陷於緊張。馬來西亞首相胡先翁在1977年8月參加雙邊峰會，承諾會提供經濟、技術援助，協助越南重建百廢待興的經濟體系。1979年越南入侵柬埔寨，同時不少越南難民開始到馬來西亞逃難，直至1980年代為止；這股難民潮為馬來西亞帶來的問題包括經濟問題和國安問題，特別是種族勢力的問題——越南船民包括許多華人，而馬來人不能從外表分辨出越南人和華人。

### 越南難民問題（1975年－2005年）

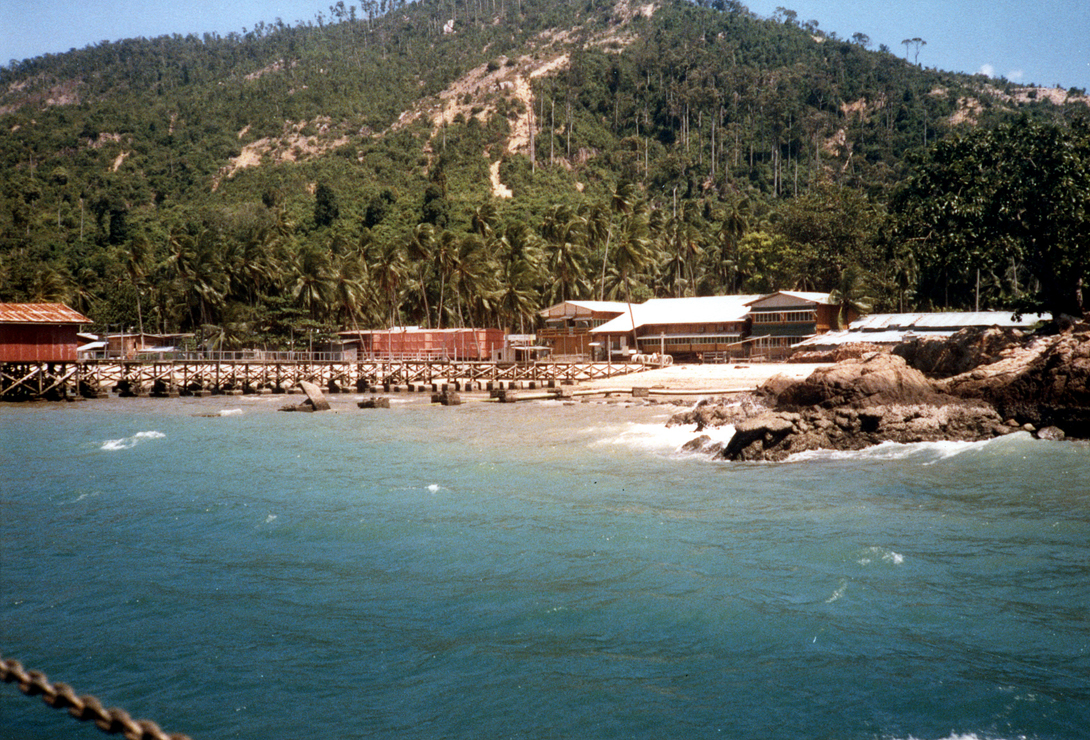
比農島難民營的碼頭（攝於1985年）。這座難民營最多可以收容25,000名難民，在1991年關閉。

1975年越戰結束，西貢易手後不久，有47名越南難民在同年5月乘船抵達馬來西亞，成為第一批抵達馬來西亞的越南難民。1978年越南政府開始沒收華人的財產，之後抵達馬來西亞的越南難民人數急劇上升，馬來西亞政府的數據顯示，馬來西亞收容的越南難民人數在1977年時有500人，到1978年已經增加到19,000人。為了應對難民潮，馬來西亞政府在1978年指示內政部成立第七特遣部隊（Federal Task Force VII），阻止更多難民登陸。傳媒報導，難民會被馬來西亞的軍警人員驅逐，不過有的難民為了登陸，會鑿沉自己的船隻。馬來西亞政府得悉難民鑿沉船隻，企圖博取登陸機會後，時任副首相馬哈迪·莫哈末便在1979年6月宣布將提交法案，准許軍警人員射殺試圖登陸的難民，卻被自己的上司、首相胡先翁迅速駁回。
聯合國在1978年協助馬來西亞在登嘉樓比農島興建第一座越南難民營，這座難民營可以容納25,000名難民。之後馬來西亞還在登雅岛、大岛、哥打峇魯、關丹、沙巴和砂拉越設立多座難民營，並在吉隆坡新街場設立中轉中心，該中心於1982年啟用，獲西方國家收留的難民需在此處等候離開。1981年至1983年期間，馬來西亞接收的難民人數起起伏伏，往後三年間，馬來西亞接受的難民大幅減少。1987年，抵達馬來西亞或鄰近國家的難民人數突然上升；當年東南亞國家聯盟（東盟）舉行峰會，成員國譴責越南在處理難民問題這方面做得不充分。
馬來西亞和越南在1988年8月簽訂自願遣返協議，容許不獲西方國家收容的越南難民按照自己的意願返回越南。越南政府曾數次派團前往馬來西亞，到難民營向難民進行講解，不過從1988年至1989年期間，根據協議完成登記，返回越南的人士不足40人，所以外界認為這份協議並不成功。1989年3月14日是馬來西亞收容難民的最後期限，所有在當日之前登陸的越南難民自動視為難民，當日以後登陸的越南難民則需進行甄別，評估他們是否符合難民資格。甄別政策是聯合國難民署在1988年6月提出的建議，按此難民登陸後必須接受背景審查，判斷他們是否符合難民資格，得到西方國家的收容。在期限屆滿後10個月內，馬來西亞收容了9,000名難民，其中4,000人被送往西方國家；同期登陸大馬的難民共有11,000人。
之後馬來西亞收緊政策，規定越南難民如要入境，則需符合難民資格，結果促使部分難民選擇自願返國；大馬政府在1989年遣送1,000至2,000名越南難民回國。聯合國難民署曾向這些難民發放津貼，每月一次，為期一年。進入1990年代初，越南經濟開始錄得增長，抵達馬來西亞的越南難民人數也因而下降。經過馬、越兩國與聯合國難民署之間的合作，馬來西亞得以在1991年11月關閉比農島難民營，減少當地的越南難民人數。在1994年參加自願遣返計劃的難民共有3,000人，令馬來西亞收容的難民人數減少到6,000人。大部分留下來的難民都無法通過聯合國難民署進行的甄別程序，列為非法移民，不過這群人大都不願意返回越南，結果他們在1995年馬來西亞政府決定關閉新街場難民營的時候發動示威、暴動。後來新街場難民營在1996年6月關閉，而最後一批難民也在2005年返回越南。

### 逐漸恢復的雙邊關係（1988年－）
越南在1988年宣布從柬埔寨撤兵，馬越關係也在同時開始恢復。兩國政府高層在1990年代初多次互訪，舉行多次雙邊峰會，簽訂多項倡議經濟合作、經濟建設的協議。馬來西亞駐胡志明市領事處在1991年1月開館，由此也可以看出兩國關係的改善。兩國經濟關係日益密切之際，越南在1994年表示有意加入東南亞國家聯盟（東盟），並於1995年加入東盟，得到馬來西亞的支持和熱烈歡迎。
1990年代馬越關係的特徵是雙邊貿易和經濟合作的推展；自2000年起，兩國也開始在其他領域合作。當年越南和馬來西亞簽訂協議，促進兩國執法機關合作，打擊跨國販毒活動。兩國又於2004年簽訂綜合合作協議以及兩份諒解備忘錄，涉及的領域包括資訊科技、教育交流等各方面。兩國又在2008年簽訂諒解備忘錄，開始在國防領域合作；根據備忘錄，兩國軍隊將舉行聯合軍訓，並開展軍事工業合作。兩國海軍也會阻止越南漁民越界前往馬來西亞海域捕魚，並控制海盜活動。
截至2018年，馬來西亞是越南第六大貿易夥伴，也是越南在東盟的第二大貿易夥伴。越南是馬來西亞第12大貿易夥伴，是馬來西亞最主要的食米來源，也是馬來西亞在東盟的第四大貿易夥伴。在2019年上半年，越方出口額達35.2億美元，進口額達19.5億美元。越南向馬來西亞出口的商品包括電子產品、鋼鐵、玻璃、大米等。馬來西亞和越南還在當年簽署聯合聲明，建立經濟戰略夥伴關係，並簽訂諒解備忘錄，建立聯合巡邏機制、開設聯絡熱線、在海上搜救、遏止海盜活動等領域進行合作。
在政治方面，馬、越雙方經常派代表團和高層互訪。馬來西亞國家元首端姑米占·再纳·阿比丁（2009年）、苏丹端姑阿都哈林（2013年），首相納吉·阿都拉薩（2014年）、馬哈迪（2019年）等先後訪問越南，越南國家主席張晉創（2011年）、政府總理阮晉勇（2015年）等先後訪問馬來西亞。其中，阮晉勇在2015年8月訪問馬來西亞期間，代表越南和馬來西亞簽署聯合聲明，宣布建立戰略夥伴關係框架。2024年，双边关系再提升至全面战略伙伴关系。

## 使領館
自1976年開館以來，馬來西亞駐越南大使館先後三度搬遷。第一代館址位於統一酒店（後改名為河内大都市索菲特传奇酒店），至1983年遷出；第二代館址位於萬福使館區，至1984年遷出；第三代館址位於位於河内富都大酒店（Fortuna Hotel Hanoi），至2004年遷出。自2004年起，大使館開始在奠邊府街43－45號辦公。此外，馬來西亞駐胡志明市領事處在1991年開館，一年後升格為總領事館。
越南駐馬來西亞大使館館舍位於史顿诺路（Persiaran Stonor）4號，在1976年開館，前身是南越駐馬來西亞大使館，後由越南政府購入；大使館的勞工處和武官處則在另處辦公。越南大使館在2013年2月購入布城15區一幅佔地0.69公頃（2英畝）的土地，用以興建新館舍，取代原有的館舍。

## 經貿往來

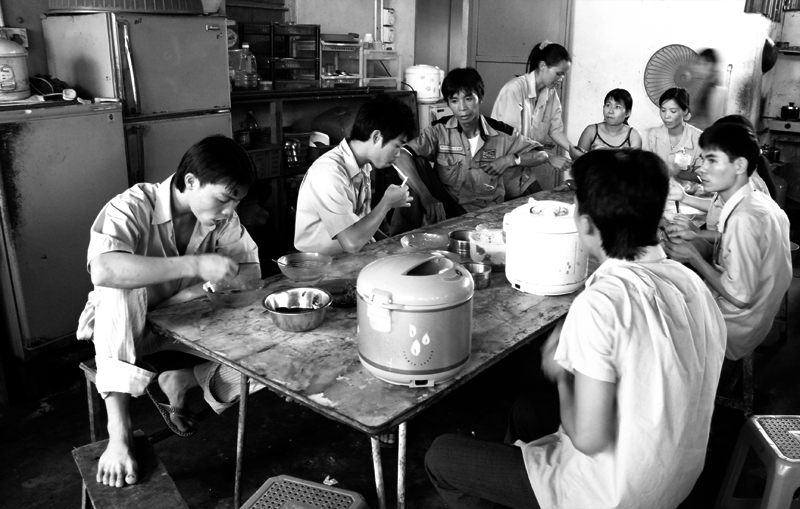
越南客工在霹靂太平一所宿舍享用午膳

1975年越戰結束後，馬、越兩國的雙邊貿易額為220萬美元。此後三年間，馬來西亞曾向越南輸出鋅鐵，並提出向越南的棕油產業和橡膠產業提供自己和技術援助，以及准許越南把蔬菜出口到馬來西亞。兩國之間的經濟合作和倡議在1979年越南入侵柬埔寨後告吹，直至1988年才逐漸恢復，在1988年，兩國間的雙邊貿易額為5000萬美元，至1990年增加到1.4億美元，至1991年增加到2.35億美元。在這段期間，馬來西亞商人開始在漸趨繁榮的旅遊城市頭頓市開辦酒店，應付到訪旅客的需求。1992年，兩國舉行雙邊峰會，馬來西亞同意和在南海擁有多個油田的越南合作，共同開採石油和天然氣。馬來西亞商人還在1994年開發峴港市安屯出口加工區。
在1990年代初開始到越南提供技術援助的馬來西亞機構還包括國家銀行、投資發展局、國油公司等多家法定機構及政聯企業（Government Linked Companies, GLCs）。越南也希望馬來西亞能推動當地銀行業的發展，馬來西亞大眾銀行則在1993年至1994年期間與越南投資建設銀行（今越南投資發展銀行）合作，於河內市和胡志明市開設分行。在1994年，如果只計算東盟各國，馬來西亞是越南第二大投資來源地，當時越南向馬來西亞輸出稻米、橡膠、油籽和機械，馬來西亞則向越南輸出機械、設備和化學品，大部分來源於馬來西亞的技術援助計劃。1994年，馬哈迪首相在出席亞太經合組織會議時，認為馬來西亞不需要堅持糧食產量完全自給自足，並表示有興趣向向越南購買糧食，加強兩國間的經貿往來。1996年，馬來西亞汽車品牌普騰（後改稱為寶騰）開始在越南發售馬來西亞製造的普騰英雄（Proton Wira）轎車。
越南在1996年和馬來西亞舉行聯合委員會會議之後，准許馬來西亞的技工和半技工前往越南工作，第一批越南工人則在2002年至2003年期間抵達馬來西亞，為該國擴展中的製造業提供勞動力。截至2003年，在馬來西亞的越南客工共有67,000人；當年兩國簽訂諒解備忘錄，准許英語、馬來語能力不足的越南非技術工人在馬來西亞取得就業資格。至2011年，當地的越南籍工作准證持有人人數已經增加到8、9萬人，稍有增長，他們工作的領域也擴大到建築業、家庭看護、農業和服務業等。

## 民間交往
與外國婦女通婚的馬來西亞男性為數不少，外籍配偶當中以越南婦女居多。這種首見於1990年代的婚姻現象自2000年代起很受年紀較大的華族男性歡迎；當地漸趨繁盛的婚姻仲介業會以巡演、介紹等方式推銷越南新娘，供準新郎挑選。迎娶越南配偶的馬來西亞人指出，他們這樣做的動機包括：一、他們專注事業，無法與本地婦女交往，二、當地華人的文化與越南文化相似。在這種婚姻當中，夫妻雙方要解決的問題不少，例如語言隔閡、勒索、以至於越南婦女拋棄丈夫，帶着混血子女回到越南的情況。當地華族社群的領袖张天赐（Michael Chong）認為越南新娘脫逃的關鍵原因是，她們離鄉別井，希望脫離貧困的生活，卻不能適應馬來西亞的生活和社會環境。
在馬來西亞定居的越南公民約有10萬人，多數集中在馬來西亞半島檳城、森美蘭、雪蘭莪、柔佛各州的工業重鎮。越南客工經常被僱主虐待——住在擠迫的宿舍，被僱主剋扣薪金，還在工作期間遭到虐打。馬來西亞好一部分罪案（例如劫案、強姦案、謀殺案、賣淫案）都跟越南人有關；馬來西亞前全國警察總長慕沙哈山曾經在2008年指出大馬警方當年處理了超過200宗涉及越南人社群的罪案。在當地的賣淫場所裏，越南婦女還是比較常見的；馬來西亞顧客認為她們身材誘人，熱情好客，頗受顧客歡迎。報導指出，有的越南妓女為了投身賣淫業，會偽造學生證，或者與本地男性假結婚；也有不少越南妓女被職業中介人矇騙，本來中介人承諾她們可以當侍應生、當工廠工人，卻把她們騙到賣淫場所。

## 腳註
1. ↑  Amer & Thao 2006.
2. 1 2  Charles 2009.
3. ↑  Bernama 2013.
4. ↑  Rost 1887，第251頁.
5. ↑  Tsai 1996，第15頁.
6. ↑  Tuyet & Reid 2006，第104頁.
7. ↑  MBRAS 2001，第5頁.
8. ↑  Schliesinger 2015，第18頁.
9. ↑  Wong 1995，第11頁.
10. ↑  Gordon 2001，第308頁.
11. ↑  Lamb 1970，第191頁.
12. ↑  Woodside 1996，第245頁.
13. ↑  Ramsay 2008，第125頁.
14. ↑  Tan 2002，第17頁.
15. ↑  Harper 2001，第33–34頁.
16. ↑  Goodwin 2001，第76頁.
17. ↑  Lau 2012，第97–98頁.
18. 1 2  Wong 1995，第68-71頁.
19. ↑  IDFR 2008，第31頁.
20. ↑  Rowan 1966.
21. ↑  Boyce 1968，第230頁.
22. ↑  Wong 1995，第80頁.
23. ↑  Razak 1975.
24. ↑  Ooi 1973.
25. ↑  Van der Kroef 1980，第241頁.
26. 1 2 3 4  Azmi 1988.
27. ↑  Drachkovitch 1978，第291頁.
28. ↑  Miller 2002，第178頁.
29. 1 2  Steenhuisen 2005.
30. ↑  Chapman 1978.
31. ↑  Dean 1988.
32. ↑  New Straits Times 1988a.
33. ↑  United Press International 1978.
34. ↑  Wee 1979.
35. ↑  Associated Press 1979.
36. ↑  Stone 1980.
37. ↑  New Straits Times 1983.
38. ↑  Associated Press 1988.
39. ↑  New Straits Times 1988b.
40. ↑  United Press International 1988.
41. ↑  New Straits Times 1988c.
42. 1 2  Azman 1990.
43. 1 2  New Straits Times 1990.
44. 1 2  Faezah 1992.
45. ↑  New Straits Times 1994a.
46. ↑  New Straits Times 1992.
47. ↑  New Straits Times 1994b.
48. ↑  New Straits Times 1996a.
49. 1 2  New Straits Times 1994c.
50. 1 2  Embassy of Malaysia.
51. ↑  New Straits Times 1994d.
52. ↑  New Straits Times 1995.
53. ↑  Waran 1996a.
54. ↑  Bernama 2000.
55. ↑  New Straits Times 2004.
56. ↑  The Star 2008.
57. ↑  人民报网 2019a.
58. ↑  VietnamNet Bridge 2015.
59. ↑  Việt Nam News 2015.
60. ↑  Chính phủ VN 2019.
61. ↑  联合早报 2024.
62. ↑  Drachkovitch 1977，第348頁.
63. ↑  Embassy of SR Vietnam.
64. ↑  The Star 2013.
65. ↑  Bernama 1989.
66. ↑  Pang 1991.
67. ↑  Li 2015.
68. ↑  Ramayah 1994.
69. ↑  Kadir Jasin 1992.
70. ↑  Ahmad 1994.
71. ↑  New Straits Times 1996b.
72. ↑  Waran 1996b.
73. ↑  Sidel 2008，第112頁.
74. ↑  Utusan Malaysia 2003.
75. ↑  Bernama 2011.
76. ↑  Tan 2010a.
77. ↑  Hariati & Tan 2010.
78. ↑  Tan & Hariati 2010.
79. ↑  Rashitha 2013.
80. ↑  Muzliza 2012.
81. ↑  Raj 2011.
82. ↑  The Star 2011.
83. ↑  Ahmad Fairuz 2016.
84. ↑  The Star 2012a.
85. ↑  The Star 2012b.
86. ↑  New Straits Times 2013.
87. ↑  Yeoh 2012.
88. ↑  Farrah Naz 2012.
89. ↑  Rashitha 2009.

### 書目
- Boyce, Peter John. . Sydney University Press. 1968.
- Drachkovitch, Milorad M. . Hoover Institution Press. 1977.
- Drachkovitch, Milorad M. . Hoover Institution Press. 1978.
- Goodwin, Jeff. . Cambridge University Press. 2001-06-04  [2017-07-08]. ISBN 978-0-521-62948-5. （原始内容存档于2021-04-18）.
- Gordon, Alijah. . Malaysian Sociological Research Institute. 2001. ISBN 983-99866-2-7.
- Harper, Timothy Norman. . Cambridge University Press. 2001. ISBN 0-521-00465-9.
- Lamb, Alistair. . Chatto & Windus. 1970.
- Lau, Albert. . Routledge. 2012. ISBN 1-136-29988-2.
- Miller, Robert Hopkins. . Lubbock, TX: Texas Tech University Press. 2002: 178  [2017-07-08]. ISBN 978-0-89672-491-4. （原始内容存档于2021-04-18）.
- Ramsay, Jacob. . Stanford University Press. 2008. ISBN 0-8047-7954-6.
- Schliesinger, Joachim. . Bangkok: Booksmango. 2015-01-11: 18  [2017-09-02]. ISBN 978-1-63323-240-2. （原始内容存档于2021-04-18）.
- Sidel, Mark. . Cambridge University Press. 2008. ISBN 1-139-46960-6.
- Tan, Chee Beng. . Eastern Universities Press. 2002. ISBN 981-210-188-8.
- Tsai, Shih-shan Henry.  illustrated. SUNY Press. 1996: 15  [2010-06-28]. ISBN 0-7914-2687-4. （原始内容存档于2021-04-18）. Other reports condemned Annamese alleged violation of an Asian "diplomatic protocol" as they killed and enslaved several Southeast Asian envoys who carried tributary missions to China in 1469. Older members of the mission were all killed while younger members were castrated and sold into slavery
- . Kuala Lumpur: Institute of Diplomacy and Foreign Relations, Ministry of Foreign Affairs. 2008. ISBN 978-983-2220-26-8.
- Nhung Tuyet Tran; Reid, Anthony. . Univ of Wisconsin Press. 2006-11-03: 104–  [2017-07-08]. ISBN 978-0-299-21773-0. （原始内容存档于2021-04-18）.
- Van der Kroef, Justus Maria. . University of California Press. 1980. ISBN 0-520-04118-6.
- Wong, Danny Tze-Ken. . University of Malaya Press. 1995. ISBN 967-9940-81-0.
- Woodside, Alexander. . Harvard Univ Asia Center. 1996. ISBN 0-674-93721-X.

### 期刊
- Amer, Ramses; Nguyen Hong Thao. . Vietnam Law & Legal Forum. 2006, 12 (143): 6–11.
- . Royal Asiatic Society of Great Britain and Ireland. Malaysian Branch. 2001. Other reports condemned Annamese alleged violation of an Asian "diplomatic protocol" as they killed and enslaved several Southeast Asian envoys who carried tributary missions to China in 1469. Older members of the mission were all killed while younger members were castrated and sold into slavery
- Rost, Reinhold. . London: Trübner & Co. 1887: 251  [2011-01-09]. （原始内容存档于2021-04-18）.

### 網站、新聞報道
- . New Straits Times (Kuala Lumpur). 1992-07-30: 5  [2013-09-25]. （原始内容存档于2021-08-03）. （页面存档备份，存于）
- . The Star (Georgetown). 2012-03-17  [2013-09-24]. （原始内容存档于2013-09-29）. （页面存档备份，存于）
- . The Star (Georgetown). 2012-03-18  [2013-09-24]. （原始内容存档于2013-09-29）. （页面存档备份，存于）
- . Embassy of the Socialist Republic Vietnam in Malaysia.   [2013-09-25]. （原始内容存档于2013-09-27）. （页面存档备份，存于）
- . New Straits Times (Putrajaya). 2004-04-22: 2  [2013-09-24]. （原始内容存档于2021-04-18）. （页面存档备份，存于）
- Ahmad, A. Talib. . New Straits Times (Manila). 1994-02-05: 1-2  [2013-09-23]. （原始内容存档于2021-08-03）. （页面存档备份，存于）
- Ahmad Fairuz Othman. . New Straits Times. 2016-01-21  [2017-09-08]. （原始内容存档于2021-04-18）. （页面存档备份，存于）
- Azman Ahmad. . New Straits Times (Kuala Lumpur). 1990-01-15: 1  [2013-09-18]. （原始内容存档于2021-08-03）. （页面存档备份，存于）
- Azmi M Anshar. . New Straits Times. 1988-09-07: 10  [2013-09-19]. （原始内容存档于2021-04-18）. （页面存档备份，存于）
- . New Straits Times (Kuala Lumpur). 1983-06-21: 1  [2013-09-25]. （原始内容存档于2021-04-18）. （页面存档备份，存于）
- . The Edmonton Journal (Kuala Lumpur). Associated Press. 1979-06-18: E13  [2013-09-18]. （原始内容存档于2021-04-18）. （页面存档备份，存于）
- Chapman, William. . The Washington Post. 1978-12-11  [2017-08-27]. （原始内容存档于2019-06-03）. （页面存档备份，存于）
- Charles, Lourdes. . The Star. 2009-05-16  [2013-09-24]. （原始内容存档于2013-09-29）. （页面存档备份，存于）
- Dean, A. R. . New Straits Times (Kuala Lumpur). 1988-09-06: 4  [2013-09-19]. （原始内容存档于2021-04-18）. （页面存档备份，存于）
- . The Star (Kuala Lumpur). 2008-08-15  [2013-09-24]. （原始内容存档于2013-09-29）. （页面存档备份，存于）
- . New Straits Times (Kuala Lumpur). 1996-02-19: 2  [2013-09-23]. （原始内容存档于2021-08-03）. （页面存档备份，存于）
- Faezah Ismail. . New Straits Times. 1992-03-14: 23, 30  [2013-09-19]. （原始内容存档于2020-05-14）. （页面存档备份，存于）
- Farrah Naz Karim. . New Straits Times (Putrajaya). 2012-03-16  [2013-09-24]. （原始内容存档于2012-03-18）. （页面存档备份，存于）
- . New Straits Times (Hanoi). 1994-03-23: 23  [2013-09-20]. （原始内容存档于2021-04-18）. （页面存档备份，存于）
- . New Straits Times (Hanoi). 1994-03-25: 2  [2013-09-20]. （原始内容存档于2021-04-18）. （页面存档备份，存于）
- Hariati Azizan; Tan, Ann. . The Star. 2010-07-25  [2013-09-23]. （原始内容存档于2013-09-17）. （页面存档备份，存于）
- . Embassy of Malaysia, Hanoi.   [2013-09-23]. （原始内容存档于2019-06-23）. （页面存档备份，存于）
- Kadir Jasin, Abdul. . New Straits Times. 1992-04-20: 10  [2013-09-23]. （原始内容存档于2021-08-03）. （页面存档备份，存于）
- . New Straits Times (Kuala Lumpur). 1995-09-02: 2  [2013-09-20]. （原始内容存档于2021-04-18）. （页面存档备份，存于）
- . New Straits Times (Hanoi). Bernama. 2013-09-07  [2013-09-25]. （原始内容存档于2013-09-27）. （页面存档备份，存于）
- Li, Guoqiang. . Beijing: China Institute of International Studies. 2015-05-11  [2015-10-17]. （原始内容存档于2015-10-17）. （页面存档备份，存于）
- . Nhan Dan. 2016-01-27  [2016-02-23]. （原始内容存档于2021-04-18）. （页面存档备份，存于）
- . Utusan Malaysia (Hanoi). Bernama. 2003-12-03  [2013-09-23]. （原始内容存档于2013-09-21）. （页面存档备份，存于）
- . Kuala Lumpur. Bernama. 2000-10-10  [2013-09-24]. （原始内容存档于2019-06-07）. （页面存档备份，存于）
- . The Star (Hanoi). Bernama. 2011-04-17  [2013-09-19]. （原始内容存档于2013-09-21）. （页面存档备份，存于）
- . New Straits Times (Kuala Lumpur). 1994-02-15: 8  [2013-09-25]. （原始内容存档于2021-08-03）. （页面存档备份，存于）
- Muzliza Mustafa. . New Straits Times (Kuala Lumpur). 2012-07-26  [2016-08-26]. （原始内容存档于2012-07-26）. （页面存档备份，存于）
- . The Star (Nilai). 2011-06-08  [2013-09-24]. （原始内容存档于2013-09-29）. （页面存档备份，存于）
- Ooi, Cheng Gaik. . The Straits Times. 1973-03-31: 1  [2013-09-18]. （原始内容存档于2021-04-18）. （页面存档备份，存于）
- Pang, Hin Yue. . New Straits Times. 1991-07-16: 17  [2013-09-23]. （原始内容存档于2021-04-18）. （页面存档备份，存于）
- . New Straits Times. Bernama. 1989-03-21: 19  [2013-09-24]. （原始内容存档于2021-04-18）. （页面存档备份，存于）
- Raj, Reena. . The Star (Petaling Jaya). 2011-11-22  [2013-09-24]. （原始内容存档于2013-09-29）. （页面存档备份，存于）
- Ramayah, Jeffrey. . New Straits Times (Kuala Lumpur). 1994-03-26: 2  [2013-09-23]. （原始内容存档于2021-08-03）. （页面存档备份，存于）
- Rashitha Hamid. . The Star (Kuala Lumpur). 2013-07-03  [2013-09-23]. （原始内容存档于2013-09-29）. （页面存档备份，存于）
- Rashitha A. Hamid. . The Star (Kuala Lumpur). 2009-03-20  [2013-09-23]. （原始内容存档于2013-09-29）. （页面存档备份，存于）
- Tun Abdul Razak.  (演讲). New Straits Times (Kuala Lumpur). 1975-05-14  [2013-09-19]. （原始内容存档于2021-04-18）.
- . New Straits Times (Kuala Lumpur). 1990-08-02: 5  [2013-09-18]. （原始内容存档于2021-08-03）. （页面存档备份，存于）
- Rowan, Carl T. . The Spokane Daily (Kuala Lumpur). 1966-12-21: 4  [2013-09-18]. （原始内容存档于2021-04-18）. （页面存档备份，存于）
- . New Straits Times (Kuala Lumpur). 1994-10-25: 9  [2013-09-19]. （原始内容存档于2021-08-03）. （页面存档备份，存于）
- Steenhuisen, Bram. Vivian Tan , 编. . Kuala Lumpur: United Nations High Commissioner for Refugees. 2005-08-30  [2013-09-17]. （原始内容存档于2021-04-18）. （页面存档备份，存于）
- Stone, Scott C.S. . The Miami News. 1980-11-24: 13A.
- Tan, Ann; Hariati Azizan. . The Star (Petaling Jaya). 2010-07-25  [2013-09-23]. （原始内容存档于2020-04-01）. （页面存档备份，存于）
- Tan, Jia Ning. . The Brunei Times. 2010-08-24  [2015-10-17]. （原始内容存档于2016-08-29）. （页面存档备份，存于）
- . New Straits Times (Georgetown). 2013-09-17  [2013-09-23]. （原始内容存档于2013-10-03）. （页面存档备份，存于）
- . Báo Điện Tử của Chính phủ nước Cộng hòa xã hội chủ nghĩa Việt Nam. Hà Nội. 2019-08-27  [2020-11-20]. （原始内容存档于2021-04-18） （越南语）. （页面存档备份，存于）
- . New Straits Times (Kangar). 1985-09-23: 1  [2013-09-17]. （原始内容存档于2021-04-18）. （页面存档备份，存于）
- . New Straits Times (Kuala Lumpur). 1996-01-20: 3  [2013-09-19]. （原始内容存档于2021-08-03）. （页面存档备份，存于）
- . The Telegraph Herald. United Press International. 1978-11-29: 26  [2013-09-18]. （原始内容存档于2021-04-18）. （页面存档备份，存于）
- . Việt Nam News. 2015-08-08  [2015-08-08]. （原始内容存档于2021-04-18）. （页面存档备份，存于）
- . Lodi News-Sentinel (Kuala Lumpur). United Press International. 1988-08-30: 18  [2013-09-18]. （原始内容存档于2020-05-14）. （页面存档备份，存于）
- . The Star (Petaling Jaya). 2013-02-18  [2013-09-25]. （原始内容存档于2013-09-29）. （页面存档备份，存于）
- . VietnamNet Bridge. 2015-08-07  [2015-08-08]. （原始内容存档于2021-04-18）. （页面存档备份，存于）
- . New Straits Times. 1988-06-29: 5  [2013-09-18]. （原始内容存档于2021-04-18）. （页面存档备份，存于）
- . New Straits Times (Kuala Klawang). 1988-10-10: 3  [2013-09-18]. （原始内容存档于2021-08-03）. （页面存档备份，存于）
- K.P. Waran. . New Straits Times (Hanoi). 1996-10-20: 23  [2013-09-23]. （原始内容存档于2021-04-18）. （页面存档备份，存于）
- Waran, K.P. . New Straits Times (Ho Chi Minh City). 1996-03-10: 1  [2013-09-23]. （原始内容存档于2021-03-20）. （页面存档备份，存于）
- Wee, S.C. . The Sarcosta Tribune (Kuala Lumpur). United Press International. 1979-06-16: 14  [2013-09-18]. （原始内容存档于2020-05-14）. （页面存档备份，存于）
- . Park City Daily News (Hong Kong). Associated Press. 1988-05-18: 14B  [2013-09-18]. （原始内容存档于2021-04-18）. （页面存档备份，存于）
- Yeoh, Chloe. . The Star. 2012-08-23  [2013-09-23]. （原始内容存档于2013-09-29）. （页面存档备份，存于）
- . 人民报 (河内市). 2019-11-11  [2020-11-12]. （原始内容存档于2021-04-18）. （页面存档备份，存于）
- . 联合早报网. 吉隆坡. 2024-11-21  [2024-12-23]. （原始内容存档于2024-12-26）.</ref>

## 外部連結
- 馬來西亞駐越南大使館 （页面存档备份，存于）